# Бук, Якуб

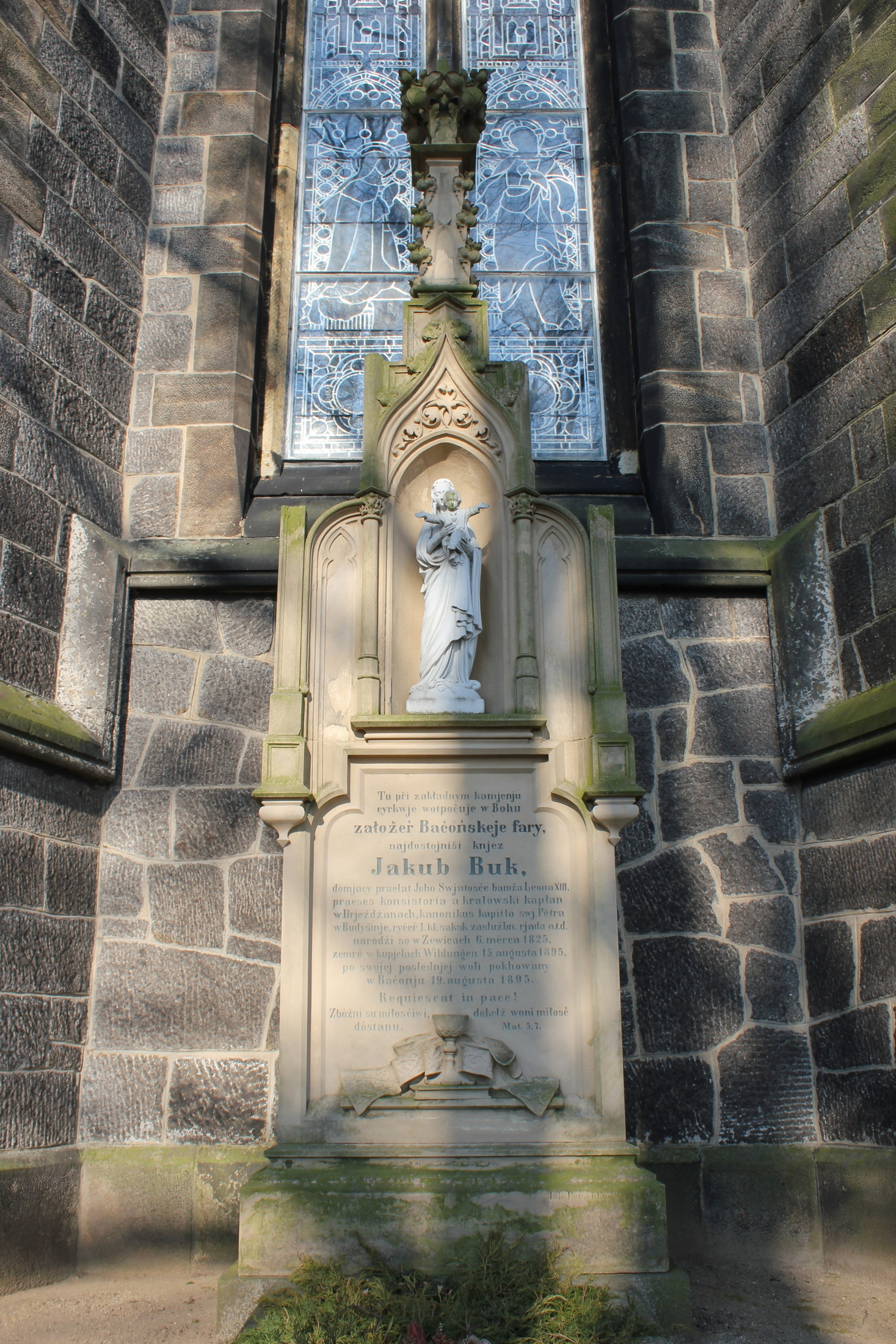
Могила Якуба Бука около приходской церкви в селе Бацонь

Якуб Бук (в.-луж. Jakub Buk; 6 марта 1825, Зейицы, Лужица — 13 августа 1895, Бад-Вильдунген) — католический священник, лужицкий писатель, публицист, лингвист и фольклорист.

## Биография
Родился 6 марта 1825 года в крестьянской семье Петра Бука и Ганны Коклиц в серболужицкой деревне Зейлицы. В 1838—1850 обучался в Сербской духовной семинарии в Праге, изучал философию и теологию. Был одним из основателей студенческой ассоциации «Serbowka».
8 мая 1850 года был рукоположен в священника пражским архиепископом Фридрихом Шварценбергом. Служил священником и учительствовал в сельских школах, гимназиях Праги. Был вице-ректором католического педагогического училища.
В 1854 году возвратился в Лужицу. Служил в Дрездене, который в то время был столицей саксонского королевства. Вскоре был назначен священником в королевский придворный храм. С 1859 года был ректором дрезденской прогимназии и префектом королевской школы. В 1876 году был назначен настоятелем при королевском придворном храме и в 1886 году — капелланом в этом храме, председателем королевского духовного консистория и каноником капитула собора святого Петра в Дрездене.
Будучи священником, Проводил лингвистические и этнографические исследования, которые помещал в журнале «Časopis Maćicy Serbskeje» («Журнал Матицы Сербской», 1848—1857), был его редактором в 1853—1867 годах.
С 1847 года являлся членом Матицы Сербской (Maćica Serbskeje). С 1853 года по 1867 год был главным редактором серболужицкого культурно-общественного и литературного альманаха «Časopis Maćicy Serbskeje». В 1854 года — соучредитель лингвистического отдела Матицы.

## Сочинения
Автор «Zynki hornjołužiskeje serbskeje rěče» (1852), а также сборника сербско-лужицких пословиц «1000 serbskich přisłowow a prajidmow» (1862). В 1862 году издал собственный перевод Нового Завета «Nowy Zakoń našeho Knjeza Jĕzusa Khrystusa».

## Награды
- Король Саксонии Альберт наградил его орденом За заслуги I степени.